# Udruženje za jugoslovensku demokratsku inicijativu
Die Udruženje za jugoslovensku demokratsku inicijativu (UJDI, Vereinigung für eine jugoslawische demokratische Initiative; je nach Sprachvarietät auch ...jugoslavensku...) war die erste unabhängige politische Organisation in der Sozialistischen Föderativen Republik Jugoslawien.
Sie wurde im Frühjahr 1989 in Zagreb gegründet. Zunächst als Gruppe innerhalb der Massenorganisation „Sozialistische Allianz“ gegründet, nahm sie bald Eigenschaften einer eigenständigen Partei an. Ihre Anhänger waren hauptsächlich die in Großstädten lebenden linksliberalen Intellektuellen. Die UJDI setzte sich für Bürgerrechte und gegen den Krieg ein.
Vorsitzende waren nacheinander Branko Horvat und Nebojša Popov, Geschäftsführer war Žarko Puhovski. Weitere Vorstandsmitglieder waren unter anderem Bogdan Bogdanović, Milan Kangrga, Lev Kreft, Shkëlzen Maliqi, Vesna Pešić, Koča Popović, Milorad Pupovac, Ljubiša Ristić, Božidar-Gajo Sekulić, Rudi Supek, Ljubomir Tadić, Dubravka Ugrešić, Tibor Várady, Predrag Vranicki und Nenad Zakošek.
Bei den Präsidentschaftswahlen in Serbien am 9. Dezember 1990 erzielte Ivan Đurić als gemeinsamer Kandidat der UJDI und des Savez reformskih snaga Jugoslavije (SRSJ, Bund der Reformkräfte Jugoslawiens) mit 5,5 % den dritten Platz. Bei der gleichzeitig abgehaltenen Wahl zum serbischen Parlament erreichte die UJDI mit 0,4 % der Stimmen einen Sitz für Tibor Várady.
Im Jahre 1992 wurde aus den serbischen Landesverbänden der UJDI und des SRSJ sowie anderen politischen Gruppen die Građanski savez Srbije (Bürgerallianz Serbiens) gegründet.